# 共振拉曼光谱学

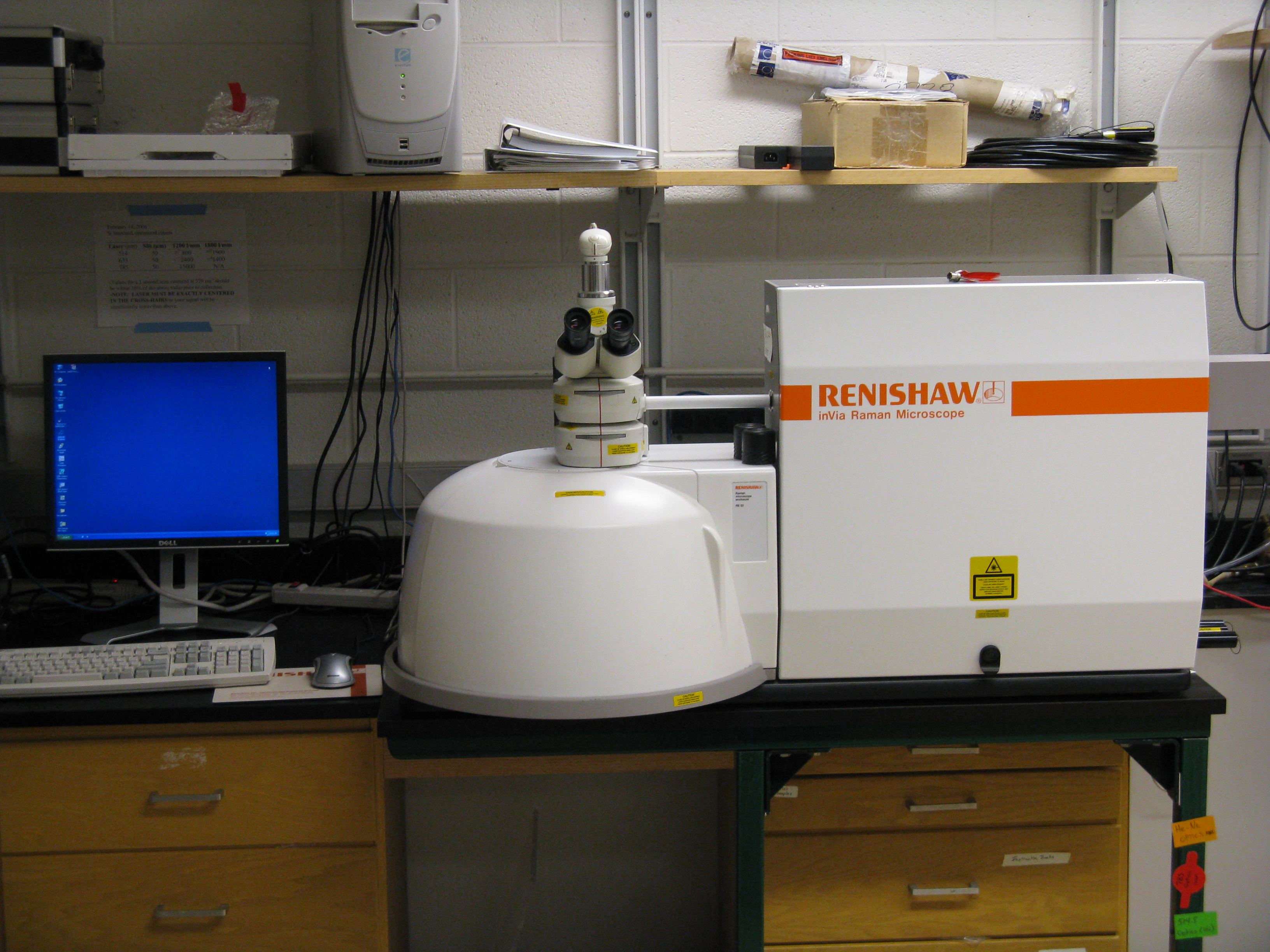

共振拉曼光谱学（英語：Resonance Raman spectroscopy）是一种拉曼光谱学技术，其中入射光子能量接近于被检查的化合物或材料的电子跃迁。 频率重合（或共振）可以大大提高拉曼散射的强度，这有助于研究低浓度下存在的化合物。
拉曼散射通常非常弱，由于样品中分子的振动能量的变化，撞击样品的1000万个光子中的1个数量级随着能量的损失（斯托克斯散射）或增益（反斯托克斯散射）而散射。拉曼散射的共振增强要求所用激光的波长接近电子跃迁的波长。在较大的分子中，电子密度的变化可以主要局限于分子的一部分，即一个发色团，在这些情况下，增强的拉曼谱带主要来自分子中电子跃迁导致变化的那些部分。在发色团的激发态中键长或力常数。对于蛋白质等大分子，这种选择性有助于将观察到的光谱条识别为源自分子或蛋白质特定部分的振动模式，例如肌红蛋白中的血红素单元。

## 参阅
- 散射
- 針尖增強拉曼光譜（英语：Tip-enhanced Raman spectroscopy）
- 退偏比（英语：Depolarization ratio）